# II wojna brytyjsko-afgańska
II wojna brytyjsko-afgańska – konflikt zbrojny w latach 1878–1880.

## Kontekst historyczny
Po zwycięskiej dla Rosjan wojnie z Turcją w latach 1877–1878, centralna Azja stała się obiektem zainteresowania Imperium Rosyjskiego, które od roku 1868 podporządkowało sobie zachodni Turkmenistan. W czerwcu 1878 Rosjanom udało się, ku niezadowoleniu Brytyjczyków, wysłać pełnomocnika do Kabulu, gdzie rządy sprawował emir Szer Ali Chan, trzeci syn Dost Mohammada.
Wywołało to protest wicekróla Indii Lorda Lyttona, który wysłał w odpowiedzi do Kabulu swojego reprezentanta generała Neville’a Chamberlaina. Jego misja zakończyła się jednak niepowodzeniem. Generał zatrzymany przez Afgańczyków, zmuszony został do powrotu. W odpowiedzi na to Brytyjczycy wysłali znaczne siły do Afganistanu.

## Wojna
Po wkroczeniu armii brytyjsko-indyjskiej, Szer Ali zbiegł do Rosji, gdzie uzyskał obietnicę pomocy. Emir zmarł jednak w lutym 1879 w miejscowości Mazar-i Szarif.
Po zajęciu znacznych obszarów przez Brytyjczyków, Jakub Chan (syn i następca byłego emira Szer Ali Chana) podpisał w maju 1879 układ w Gandamak, który gwarantował Brytyjczykom prawo do ustanowienia rezydentury w Kabulu i innych miastach, a także dawał im możliwość kontroli polityki zagranicznej Afganistanu. We wrześniu 1879 nowy rezydent brytyjski w Kabulu Louis Cavagnari został zamordowany wraz z wszystkimi członkami swojego sztabu przez powstańców afgańskich. Rozpoczęła się druga faza wojny, w wyniku której Brytyjczycy pod wodzą generała Fredericka Robertsa zajęli w październiku Kabul, w którym jednak zostali oblężeni.
W roku 1880 nowym emirem Kabulu ustanowiony został Abdur Rahman Chan, jeden z wnuków Dosta Mohammeda, a trzeci syn Afzal Chana. Inny syn Szer Alego, Ajub Chan, urzędujący na zachodzie kraju, pokonał w lipcu 1880 armię brytyjską w krwawej bitwie pod Maiwandem. Już we wrześniu jednak podczas oblężenia Kandaharu, został on pobity przez wojska Fredericka Robertsa w bitwie pod Kandaharem, po której wycofał ostatecznie swoje siły z zajętych terenów.